# Cathédrale de Tortone
La cathédrale de Tortone est une église catholique romaine de Tortone, en Italie. Il s'agit de la cathédrale du diocèse de Tortone.